# بزمجه دومریل
 بزمجه دومریل (نام علمی: Varanus dumerilii) نام یک گونه از سرده بزمجه است.